# Raphidia elegans
Raphidia elegans là một loài côn trùng trong họ Raphidiidae thuộc bộ Raphidioptera. Loài này được Cockerell miêu tả năm 1907.